# Фрідріх Рейнітцер
Фрідріх Річард Рейнітцер (нар. 25 лютого 1857, Прага — пом. 16 лютого 1927) Австрійський ботанік і хімік, відкривач рідких кристалів.

## Життєпис
Рейніцер народився в 1857 році в сім'ї винороба в Празі. З 1867 по 1873 року він відвідував школу в Празі. Далі навчався у хімічному технічному коледжі Праги і в німецькому університеті в Празі. Він почав свої дослідження в 1873 році. У 1877 році він закінчив навчання і був тоді помічником для загальної та аналітичної хімії. У роки 1882 по 1888 він був асистентом ботаніки у фізіологічному інституті Німецького університету в Празі. У 1883 році він здобув хабілітацію в німецькому технічному університеті Праги. У 1888 році Рейніцер був призначений екстраординарним професором ботаніки і технічної мікроскопії. У 1891 році він став екстраординарним професором сільськогосподарської Академії в німецькому технічному університеті Праги.
У 1895 році він звернувся в Грац, де він був  призначений на посаду екстраординарного професора з ботаніки, органічних ресурсів і технічної мікроскопії в технічному коледжі.
У 1888—1901 роках, професор Празького університету, та професор Граца (у 1909/10 рр. ректор).

## Окремі роботи
- F. Reinitzer (1888) «Beiträge zur Kenntnis des Cholesterins», Monatshefte für Chemie 9:421–41.
- F. Reinitzer (1891) «Der Gerbstoffbegriff und seine Beziehung zur Pflanzenchemie», Lotos 39.